# All-Clad
All-Clad Metalcrafters LLC è un'azienda statunitense produttrice di strumenti per la cucina, controllata dalla multinazionale francese Groupe SEB.

## Storia

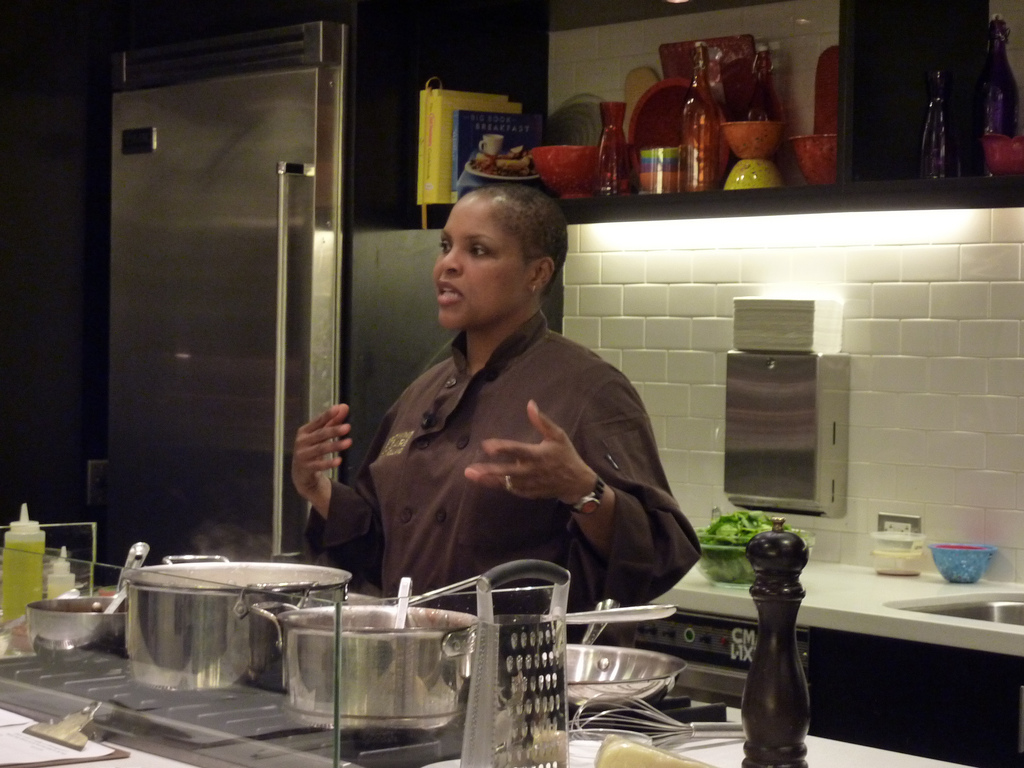
Tanya Holland ospitata nel 2011 per il 40º anniversario al San Francisco Bloomingdales

L'impresa sorge nel 1960 su iniziativa di John Ulam come Composite Metal Product Inc., nel settore metallurgico. Dal 1967 in collaborazione con la Alcoa, si specializza nella produzione di alluminio per la realizzazione degli strumenti per la cucina.
Assume l'attuale denominazione nel 1971, e da allora è specializzata nella produzione diretta degli strumenti per la cottura, quali padelle, pentole, teglie e utensili vari per la preparazione dei cibi.
Dal 2004 è sotto il controllo dei francesi del Groupe SEB.

## Brevetti statunitensi
All-Clad brevettò il "roll bonding" per la produzione delle pentole. La società prese il nome da questo brevetto. La società brevettò nel tempo diversi sistemi presso il United States Patent and Trademark Office (USPTO).